# ∞2
「∞2」（インフィニティに）は、日本のロックバンド・Do As Infinityの23作目のシングル。

## 概要
- 前作「君がいない未来」から5ヶ月ぶりにして、「∞1」から1年ぶりのクワトロA面シングル[1]。
- 「∞1」同様クワトロA面シングルのため、カップリング曲やインストゥルメンタルバージョンは未収録で、複数でない単数形態で発売された。
- 今作はアルバム『ETERNAL FLAME』とそれに伴うライブでDo As Infinity感を再認識し、それら再結成ムードを経て過去に捕らわれず、今のDo As Infinityが示唆できる作品を目指して制作された。また、全収録曲が今作発売前にライブにおいて新曲として初披露されている[2]。
- 表題1曲目「1/100」と2曲目「Everything will be all right」は南明奈と千原ジュニア出演のBOAT RACE振興会『Battle of 6 BOAT RACE』のCMソングに[1][3]、表題3曲目「HARUKA」は『広島経済大学』のCMソングにそれぞれ使用された[4]。
- 表題3曲目と4曲目「パイルドライバー」は前年の一般公募企画『Do Creative!』にて選考された楽曲となっている[5][1]。
- オリコンチャート初登場13位を獲得。「TAO」以来3作ぶりにトップ10入りを逃してしまった。

## 収録曲
1. 1/100 [3:45]
作詞：Ryo Owatari
作曲：Katsumi Ohnishi
編曲：Seiji Kameda
『Battle of 6 BOAT RACE』のCMに使用が決まり、使用してほしいワードを先方から提示された上で大渡がボートレーサーの気持ちを想定して書き下ろした楽曲。大渡曰く「自分の弱さを乗り越えて先に進んで夢を掴まえにいく想いを表現した」という[2]。
2. Everything will be all right [4:59]
作詞：Tomiko Van
作曲：Shohei Ohi
編曲：Seiji Kameda
3. HARUKA [4:32]
作詞：Kenn Kato
作曲：Fumiyasu Sueoka
編曲：Seiji Kameda
4. パイルドライバー [3:40]
作詞：Psycho Kawamura
作曲：Koshin
編曲：Seiji Kameda

## 参加ミュージシャン
Do As Infinity
- 伴都美子：Vocal & Chorus (全曲)
- 大渡亮：Guitar (全曲)、Chorus (#3,4)

Support Musician
- 亀田誠治：Bass (#1,3,4)
- 大神田智彦：Bass (#2)
- 河村"カースケ"智康：Drums (全曲)
- 皆川真人：Acoustic Piano (#1,3)、Rhodes Electric Piano (#2)、Organ (#4)
- 長須与佳：Shakuhachi (#1)
- 金原千恵子ストリングス：Strings (#3)
- 山本拓夫：Saxophone (#2)
- 村田陽一：Trombone (#2)
- 西村浩二：Trumpet (#2)
- 豊田泰孝：Manipulator (#1)
- 飯田高広：Synthesizer Programming (#2)

## タイアップ
- BOAT RACE振興会『Battle of 6 BOAT RACE』2010年度後期CMソング (#1)
- BOAT RACE振興会『Battle of 6 BOAT RACE』2010年度前期CMソング (#2)
- 私立『広島経済大学』CMソング (#3)

## 収録アルバム
- EIGHT (#1,2)
- The Best of Do As Infinity (#1,3)
- 2 of Us [BLUE] -14 Re:SINGLES- (#1 2 of Us)
- Do The B-side 2 (#3,4)
- Do The Complete (#1)